# Poloni
Poloni es un municipio brasileño del estado de São Paulo. Se localiza a una latitud 20º47'07" sur y a una longitud 49º49'25" oeste, estando a una altitud de 548 metros. La ciudad tiene una población de 5.395 habitantes (IBGE/2010). Poloni pertenece a la Microrregión de Nhandeara.
Posee un área de 133,5 km².

## Geografía

### Demografía
Datos del Censo - 2010
Población total: 5.395
- Urbana: 4.802
- Rural: 593
- Hombres: 2.671[6]
- Mujeres: 2.724

Densidad demográfica (hab./km²): 40,4
Datos del Censo - 2000
Mortalidad infantil hasta 1 año (por mil): 13,93
Expectativa de vida (años): 72,29
Tasa de fertilidad (hijos por mujer): 1,92
Tasa de alfabetización: 87,64%
Índice de Desarrollo Humano (IDH-M): 0,787
- IDH-M Salario: 0,720
- IDH-M Longevidad: 0,788
- IDH-M Educación: 0,853

(Fuente: IPEAFecha)

## Administración
- Prefecto: Rinaldo Escanferla - (2009/2012)
- Viceprefecto: Edelson Luiz Martinussi - (2009/2012)
- Presidente de la cámara: Juán Carlos Lourenção - (2009/2010)